# Demons Dance Alone
Albums de The Residents
Wormwood: Curious Stories from the Bible
(1998) Animal Lover
(2005)
Demons Dance Alone est le titre d'un album des Residents.

## Titres
1. Tongue – 1:11
2. Loss: Life Would Be Wonderful – 3:50
  - Occasionally listed as Mr. Wonderful
3. Loss: The Weatherman – 3:06
4. Loss: Ghost Child – 2:56
5. Loss: Caring – 3:50
6. Loss: Honey Bear – 4:14
7. Loss: The Car Thief – 3:59
8. Loss: Neediness – 4:08
9. – 0:25¤
10. – 0:44¤
11. – 0:06¤
12. Denial: Thundering Skies – 2:54
13. Denial: Mickey Macaroni – 2:44
14. Denial: Betty's Body – 3:31
15. Denial: My Brother Paul – 3:07
16. – 0:17¤
17. Denial: Baja – 2:29
18. – 0:27¤
19. – 0:32¤
20. – 0:04¤
21. Three Metaphors: Beekeeper's Daughter – 2:53
22. – 0:08¤
23. Three Metaphors: Wolverines – 2:58
24. – 0:04¤
25. Three Metaphors: Make Me Moo – 2:41
26. – 0:35¤
27. – 1:03¤
28. Demons Dance Alone – 3:43

The 2002 Limited Edition CD Version Features A Bonus CD Which Features The Tracks
1. Sleepwalker - 2:55
2. Hidden Hand (Instrumental) - 1:44
3. Black Cats - 1:18

Early Scratch Recordings From Demons Dance Alone
1. Weatherman - 2:02
2. Make Me Moo - 2:15
3. The Car Thief - 1:32
4. The Brother Paul - 1:25
5. Caring - 1:11
6. Honey Bear - 1:39
7. Wolverines - 1:33
8. Mickey Macaroni - 2:03
9. Demons Dance Alone - 1:08
10. Happy Thanksgiving - 2:22
11. Hidden Hand (Vocal) - 2:23
12. Vampire - 3:07
13. Tortured - 3:12